# Ordre allemand
Pour l’ordre militaire médiéval, voir Ordre Teutonique
L'ordre allemand (en allemand, Deutscher Orden) est la plus haute distinction allemande sous le régime national-socialiste. Elle est conférée à un individu pour services rendus « de la plus haute importance pour l'État et le parti ».

## Historique
Cette distinction a été créée par Adolf Hitler, à titre posthume pour Fritz Todt, en février 1942. Une seconde décoration a été donnée à titre posthume à Reinhard Heydrich en juin de la même année.
L'ordre allemand a été créé à l'origine pour être décerné dans trois catégories, mais seules les deux premières ont été décernées. Cette distinction se classe au second rang des plus rares honneurs décernés à l'époque du Troisième Reich (après le prix national allemand pour l'art et la science).
Les cyniques appelaient cette distinction « l'ordre des héros morts » puisqu'elle a été majoritairement attribuée à titre posthume. Seules quatre personnes ont reçu l'ordre allemand de leur vivant : Konstantin Hierl et Arthur Axmann, Karl Hanke et Karl Holz.

## Description
La distinction est une croix pattée noire, liserée d'or, avec l'aigle nazi en or entre les branches. Au centre, un médaillon en émail blanc et entouré par un anneau doré figure une croix gammée noire elle-même ceinte par un anneau rouge.
La croix est surmontée par une couronne de lauriers en or où s'entrecroisent des épées.
Le revers de la médaille porte le fac-similé de la signature d’Hitler, en signe d’hommage suprême, entraînant le nom officieux d'« Ordre d'Hitler ».

## Récipiendaires
Les récipiendaires de cette décoration étaient censés former une confrérie. Entre 1942 et 1945, 11 personnes ont reçu cette décoration. Selon certaines sources, l'ordre allemand devait être attribué au Reichsführer SS Heinrich Himmler et au Grand Amiral Karl Dönitz, mais cela n'a jamais été fait[réf. nécessaire].
Liste des récipiendaires et dates d'attribution :
- Fritz Todt (à titre posthume), le 12 février 1942
- Reinhard Heydrich (à titre posthume), le 9 juin 1942
- Adolf Hühnlein (à titre posthume), le 21 juin, 1942
- Viktor Lutze (à titre posthume), le 8 mai 1943
- Adolf Wagner (à titre posthume), le 17 avril 1944
- Artur Axmann, le 4 janvier 1944
- Josef Bürckel (à titre posthume), le 3 octobre 1944
- Rudolf Schmundt (à titre posthume), le 7 octobre 1944
- Konstantin Hierl, le 24 février 1945
- Karl Hanke (tué le 8 juin 1945), le 12 avril 1945
- Karl Holz (tué au combat le 20 avril 1945), le 19 avril 1945